# 齊姆尼茨山
47°45′16″N 13°34′08″E / 47.75444°N 13.56889°E

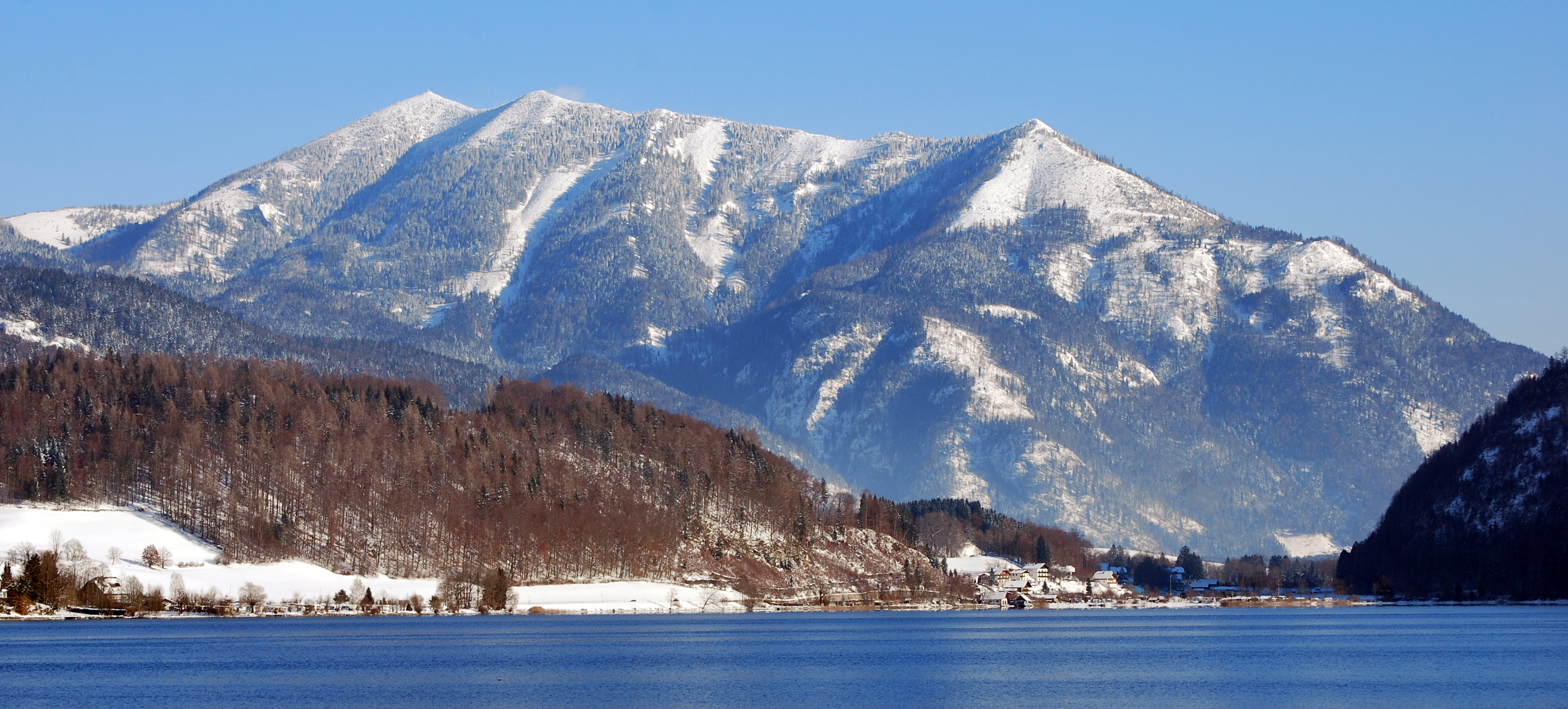

齊姆尼茨山（德語：Zimnitz），是奧地利的山峰，位於該國中部，由上奧地利州負責管轄，屬於薩爾茲卡默古特山脈的一部分，海拔高度1,745米，每年平均降雨量1,801毫米。